# イラリア・ガルツァロ
イラリア・ガルツァロ（Ilaria Garzaro、1986年9月29日 - ）は、イタリアの元女子バレーボール選手。ポジションはミドルブロッカー。元イタリア代表。

## 来歴
2003年にユースの欧州選手権で銀メダルを獲得し、自身もベストブロッカー賞を受賞した。2004年にVolley 2002 Forlìに入団しプロのバレーボール選手としてのキャリアをスタートさせる。2007年、スカボリーニ・ペーザロへ移籍し、コッパイタリア、CEVカップなどでタイトルを得た。2009年にイタリア代表に初選出され、同年のモントルーバレーマスターズに出場、2010年の世界選手権で三大大会に初出場した。

## 球歴
- 世界選手権 - 2010年
- ワールドグランプリ - 2011年

## 受賞歴
- 2003年 ユース欧州選手権　ベストブロッカー賞

## 所属クラブ
- Volley 2002 Forlì（2004-2007年）
- スカボリーニ・ペーザロ（2007-2010年）
- Robur Tiboni Volley Urbino（2010-2012年）
- GSOヴィッラ・コルテーゼ（2012-2013年）
- FVブスト・アルシーツィオ（2013-2014年）
- Pallavolo Scandicci（2014-2015年）
- Neruda Volley（2015-2016年）
- リバー・バレー（2016-2018年）
- Lardini Filottrano（2018-2019年）
- Volalto 2.0 Caserta（2019-2020年）
- Green Warriors Sassuolo（2019-2020年）
- Pallavolo Belluno（2020-2021年）
- Acciaitubi Picco Lecco（2021-2022年）